# Ariel Graziani
Ariel José Graziani Lentini (Empalme Villa Constitución, 7 giugno 1971) è un ex calciatore argentino naturalizzato ecuadoriano, di ruolo attaccante.

## Caratteristiche tecniche
Attaccante dalle spiccate capacità realizzative, ha segnato più di 200 gol in carriera.

## Carriera

### Club
Inizia nel Newell's Old Boys, senza mai debuttare in Primera División Argentina, nel 1993. Passato allo Sport Boys, club peruviano, realizza nove reti nelle trentatré partite in cui viene schierato in campo, guadagnandosi la chiamata dell'Aucas. Qui, con 19 reti in 30 partite, diventa uno dei giocatori più prolifici del campionato ecuadoriano dell'anno 1995. Nel 1995 torna brevemente in Perù, al Ciclista Lima, segnando cinque volte in nove gare.
Nel 1996 torna in Ecuador, e diventa capocannoniere del campionato di calcio ecuadoriano per la prima volta, con 28 reti, giocando con la maglia dell'Emelec, che vince il titolo nazionale. Nel 1997 è nuovamente il capocannoniere con 24 reti, ma il campionato è vinto dal Deportivo Quito. Nel 1997 si trasferisce in Messico, per giocare con il CD Veracruz, dove gioca 17 partite segnando 6 gol. L'anno successivo passa al Monarcas Morelia, dove gioca 38 volte segnando 17 reti.
Nel 1998 arriva la chiamata statunitense da parte dei New England Revolution, che lo ingaggiano per la stagione, salvo poi cederlo dopo tre partite ai Dallas Burn in cambio di Leonel Álvarez. A Dallas gioca 8 partite segnando 4 gol, e viene spedito a terminare la stagione in Ecuador, all'Emelec. Tornato negli Stati Uniti, segna 26 volte in 48 partite nel Dallas e 14 in 28 gare nei San Jose Earthquakes. Nel 2002 torna in Ecuador, al Barcelona Sporting Club di Guayaquil, dove torna capocannoniere del campionato nazionale con 23 reti. Nel 2003 torna in Argentina 10 anni dopo il suo espatrio, al Lanús, giocando 17 partite riuscendo a segnare 4 reti.
Nel 2003 torna nuovamente in Ecuador, prima nel Barcelona, e poi all'LDU Quito. Nel dicembre 2006 decide di ritirarsi dal calcio professionistico, ma nel maggio del 2007 trova un accordo con l'Atlético Empalme, squadra della sua città natale, che gioca in quinta divisione argentina.

### Nazionale
naturalizzato ecuadoriano grazie alla sua permanenza per lungo tempo in Ecuador, gioca la sua prima partita con la nazionale di calcio ecuadoriana il 2 aprile 1997 contro il Perù a Lima in una partita di qualificazione a Francia 1998. Ha partecipato anche alle Copa América 1997 e 1999 e alle qualificazioni per il campionato del mondo 2002. In totale conta 34 presenze con 15 reti segnate in nazionale.

## Palmarès

### Club
- Campionato ecuadoriano: 2

Emelec: 1996
LDU Quito: Apertura 2005

### Individuale
- Capocannoniere della Primera Categoría Serie A: 3

1996 (28 gol), 1997 (24 gol), 2003 (23 gol)